# 国際連合ハイチ・ミッション
国際連合ハイチ・ミッション（こくさいれんごうハイチ・ミッション United Nations Mission in Haiti,UNMIH）はハイチに展開した国際連合平和維持活動。1993年9月23日の国際連合安全保障理事会決議867によって設立されたものであり、民主的な政府を支援し、軍および警察機構の再編および教育・訓練を施し、自由で公正な選挙が行なえる環境を作り出すことが任務であった。

## 概要
ジャン＝クロード・デュバリエ政権が1986年に崩壊して以降、大統領が頻繁に交代するなどハイチの政情は不安定であった。1990年12月に国際連合ハイチ選挙監視団(ONUVEH)による国際的監視の下、大統領選挙が実施され、ジャン＝ベルトラン・アリスティドが当選、1991年2月に大統領に就任した。しかし、1991年9月にラウル・セドラ将軍がクーデターを起こし、アリスティドはアメリカ合衆国へと亡命した。
これに対し、国際連合は軍事政権を非難し、米州機構は経済制裁を実施した。政情・経済不安もありハイチからは難民が出る事態となった。1993年に入り、ハイチの軍事政権は国際連合・米州機構共同の国際ハイチ文民ミッション(MICIVIH)の受け入れを認めた。MICIVIHは約300名の人員からなり、1993年2月よりハイチ国内での人権状況の監視を開始した。しかし、国際社会の説得によっても文民政権復帰への目処が立たないため、1993年6月には国際連合でもハイチに対する経済制裁を決議している。
1993年7月にニューヨーク州のガバナーズ島で、アメリカ合衆国の仲介の下、ハイチの軍事政権とアリスティドとの交渉が行なわれ、軍事政権は10月をもって退陣することが合意された。この合意遂行を支援するために、9月23日に安保理決議867号にて国際連合ハイチ・ミッション(UNMIH)が設立された。この合意を持って、経済制裁は8月に解除されている。
しかし、10月に入り、軍事政権は退陣を拒否、国連要員の入国も拒否した。MICIVIHも出国している。このため、経済制裁が再開された。
1994年7月31日には安保理決議940号において、ハイチの合法的政権のために多国籍軍による武力行使を認める決議を行なっている。軍事圧力によっても軍事政権は退陣に至らず、結局9月14日にアメリカ軍（第10山岳師団および若干の特殊部隊を主力とする兵員2万名）がハイチに侵攻した（アップホールド・デモクラシー作戦）。アメリカ軍は無血でハイチの各所に進駐を開始し、軍事政権は退陣した。9月23日にUNMIHの先遣隊がハイチへの展開を開始し、多国籍軍が民兵などの武装解除を行なう中、10月15日にアリスティドが帰国、政権に復帰している。
同じく10月にはMICIVIHもハイチに再展開したほか、UNMIHも順次、規模を拡大し、1994年11月には多国籍軍と共同でハイチの民政復帰支援作業に入った。1994年11月にハイチの軍および警察が再教育および再編成されている。多国籍軍は順次、規模を縮小し1995年3月にUNMIHが完全に指揮を執ることとなった。
UNMIHは最大事約6,000名の兵員と約900名の文民警察官および約500名の文民で構成され、軍・警察の再編のほか、ハイチの治安維持にあたった。このような環境の中、1995年6月には国会議員選挙が、12月には大統領選挙が行なわれ、アリスティド派が勝利している。UNMIHの規模も縮小が続けられ、1996年6月30日をもって国際連合ハイチ支援団(UNSMIH)に改編・移行した。UNSMIHはハイチ警察再訓練のための安定した環境の確保および訓練の実施や経済制裁により壊滅した経済基盤の回復支援を行なうことを任務とする。